# Maya Pedersen
Maya Pedersen-Bieri, född den 27 november 1972 i Hondrich, Schweiz, är en schweizisk skeletonåkare,
Hon tog OS-guld i skeleton i samband med de olympiska skeletontävlingarna 2006 i Turin.